# Nine Lives (álbum de Deuce)
Nine Lives es el primer álbum de estudio por el excantante de Hollywood Undead Deuce. El álbum fue lanzado el 24 de abril de 2012 hasta el décimo Entretenimiento Street. El álbum utiliza las dos canciones nuevas y canciones de demostración grabadas tras la salida de Deuce de Hollywood Undead en 2010.
El primer sencillo del álbum, "Let's Get It Crackin'", que cuenta con Jeffree Star, fue lanzado el 28 de noviembre de 2011, con un video musical. El segundo sencillo, "América", fue lanzado el 10 de enero debido a una fuga temprana del video musical. El tercer sencillo, "Help Me", fue lanzado el 3 de abril de 2012, poco antes de la fecha del lanzamiento del álbum. El cuarto sencillo, una versión limpia de la canción "Nobody Likes Me", con la Verdad y Ronnie Radke de Falling in Reverse, fue lanzado en iTunes 23 de abril de 2012.

## Listado de canciones
| N.º | Título                                              | Escritor(es)                                       | Duración |  |
| 1.  | «Let's Get It Crackin' (feat. Jeffree Star)»        | Deuce, Jimmy Yuma, Arina Chloe, Jeffree Star       | 4:48     |  |
| 2.  | «Help Me»                                           | Deuce, Yuma                                        | 4:17     |  |
| 3.  | «America»                                           | Deuce, Yuma                                        | 4:05     |  |
| 4.  | «I Came to Party (feat. Truth and Travie McCoy)»    | Deuce, Chloe, Andrew Goldstein, Travie McCoy, Yuma | 3:39     |  |
| 5.  | «The One»                                           | Deuce, Yuma                                        | 3:35     |  |
| 6.  | «Freaky Now (feat. Truth and Jeffree Star)»         | Deuce, Yuma, Jeffree Star, Truth                   | 4:33     |  |
| 7.  | «Nobody Likes Me (feat. Truth and Ronnie Radke)»    | Deuce, Radke, Yuma, Eugene Shakhov                 | 5:24     |  |
| 8.  | «Walk Alone»                                        | Deuce, Yuma                                        | 3:20     |  |
| 9.  | «Till I Drop (feat. Truth, Gadjet and Veze Skante)» | Deuce, Yuma, Gadjet, Veze Skante, Shakhov, Truth   | 4:42     |  |
| 10. | «Gravestone»                                        | Deuce, Yuma                                        | 3:54     |  |
| 11. | «Now You See My Life (feat. Skee-Lo)»               | Deuce, Skee-Lo, Yuma                               | 4:17     |  |

| American iTunes Bonus Track Edition |                                |          |  |
| N.º                                 | Título                         | Duración |  |
| 12.                                 | «Walk the Walk (feat. Gadjet)» | 3:42     |  |

| Canadian iTunes |                                |          |  |
| N.º             | Título                         | Duración |  |
| 12.             | «Deuce Dot Com»                | 3:24     |  |
| 13.             | «Don't Approach Me»            | 4:05     |  |
| 14.             | «Walk the Walk (feat. Gadjet)» | 3:42     |  |

| Best Buy Exclusive tracks |                     |          |  |
| N.º                       | Título              | Duración |  |
| 12.                       | «Deuce Dot Com»     | 3:24     |  |
| 13.                       | «Don't Approach Me» | 4:05     |  |

| F.Y.E. Exclusive tracks |                                    |          |  |
| N.º                     | Título                             | Duración |  |
| 12.                     | «Hollyhood Vacation (feat. Truth)» | 4:20     |  |

| European Exclusive tracks |                     |          |  |
| N.º                       | Título              | Duración |  |
| 12.                       | «Don't Speak Bitch» | 2:39     |  |

| Japan Exclusive tracks |                            |          |  |
| N.º                    | Título                     | Duración |  |
| 12.                    | «Set It Off (feat. Truth)» | 3:46     |  |

## Personal
- Deuce - voz, voces limpias, bass guitar
- Jimmy Yuma - guitarra
- Arina Chloe - Composer, teclados
- Tye Gaddis - tambores

## Puesto
| Listas (2012)             | Posición |
| ------------------------- | -------- |
| US Billboard 200          | 37       |
| US Top Rock Albums        | 13       |
| US Top Alternative Albums | 9        |
| US Top Independent Albums | 7        |
| US Top Hard Rock Albums   | 2        |
| Canadian Albums Chart     | 38       |

| Región        | Fecha               | Compañía         |
| ------------- | ------------------- | ---------------- |
| United States | 24 de abril de 2012 | Five Seven Music |
| Worldwide     | 7 de mayo de 2012   | Five Seven Music |